# Gisela Engeln-Müllges
Gisela Engeln-Müllges, geborene Engeln (* 2. März 1940 in Leipzig) ist eine deutsche Autorin, Mathematikerin, Hochschullehrerin und bildende Künstlerin.

## Leben und Wirken
Gisela Engeln wuchs in Leipzig auf und flüchtete kurz vor dem Mauerbau in den Westen. Ihr Vater war Metzger, die Großmutter Italienerin. Sie war 16 Jahre mit dem Architekten Adalbert Jordan verheiratet und seit 1979 bis zu dessen Tod mit dem Aachener Erziehungswissenschaftler und Lehrstuhlinhaber der RWTH Udo Müllges (1926–1985) Zuletzt war sie fast 21 Jahre Lebensgefährtin des Malers, Bildhauers und ehemaligen Dekans des Fachbereichs Gestaltung der FH Aachen, Benno Werth, der 2015 starb.
Gisela Engeln-Müllges studierte und promovierte zum Dr. rer. nat. an der RWTH Aachen, wo sie vor ihrer Berufung an die FH Aachen auch als wissenschaftliche Assistentin, Oberingenieurin und Akademische Oberrätin arbeitete.
Anschließend war sie von 1982 bis zum Eintritt in den Ruhestand im Jahr 2005 Professorin für Numerische Mathematik und Datenverarbeitung an der Fachhochschule Aachen (FH Aachen).
Engeln-Müllges bekleidete von 1991 bis 2005 das Amt der Prorektorin für Forschung, Entwicklung und Technologietransfer und war Stellvertreterin des Rektors der FH Aachen. Seit 2005 ist sie Mitglied des Kuratoriums der Aachener Stiftung Kathy Beys, seit 2017 dessen Vorsitzende. In der Initiative Aachen e.V. bekleidete sie das Amt der Vorsitzenden von 2007 bis 2017. Darüber hinaus war sie von Januar 2008 bis Januar 2023 Mitglied des Hochschulrates der FH Aachen, seit 2013 auch stellvertretende Vorsitzende dieses Gremiums. Ferner war sie von 2008 bis 2021 zudem Vorsitzende des Hochschulrates der FH Münster. Von 2018 bis 2023 war sie Sprecherin des Arbeitskreises der Hochschulratsvorsitzenden der Hochschulen für Angewandte Wissenschaften NRW.
Im Jahr 1997 wurde sie vom damaligen Bundespräsidenten Roman Herzog in den Wissenschaftsrat berufen, dem sie bis 2003 angehörte.
Engeln-Müllges wohnt in Aachen-Lichtenbusch.

## Künstlerische Arbeit
Seit ihrer Pensionierung widmet sich Engeln-Müllges neben ihren ehrenamtlichen Tätigkeiten zunehmend der künstlerischen Arbeit: Ihre malerischen Arbeiten im Stile des Informel und ihre Skulpturen waren von 2014 bis 2023 bereits in 50 Ausstellungen  (davon 18 Einzelausstellungen, acht Museen und 18 Internationalen Kunstmessen) in zehn europäischen Ländern sowie in Japan und USA zu sehen. Von Benno Werth übernahm sie die Technik des Subtraktivformverfahrens, das sie in Richtung einer mathematisch orientierten Formensprache weiterentwickelte. Die so geschaffenen Bronze- und Aluminiumskulpturen zeichnen sich dadurch aus, dass sie trotz hoher Komplexität mit komplizierten Hinterschneidungen ohne jede Schweißnaht entstehen.
Auf der Biennale 2019 in London erhielt Engeln-Müllges eine Auszeichnung für besondere Exzellenz und 2021 einen Award.

## Arbeiten in öffentlichen Sammlungen
- Stadtmuseum Riesa mit Benno-Werth-Sammlung
- Sammlung Skulpturenmuseum Glaskasten Marl

## Ehrungen
- Bundesverdienstkreuz am Bande (13. November 1991)[2]
- Ehrendoktorwürde der Staatlichen Technischen Universität Nischni Nowgorod (2005)
- Ehrensenatorin der FH Aachen (2020)
- Preis für die beste Skulptur der Artexpo New York 24 (2024)

## Veröffentlichungen (Auswahl)
- mit Karl Bosch und Günter R. Klotz: Statistik: Beschreibende Statistik, Wahrscheinlichkeitsrechnung, Anwendungen. Durchgesehene Auflage 1977, ISBN 3-528-18372-1.
- Kapitel 1 (a) Mathematik für den Industrial Engineer. In: Fritz Reutter (Hrsg.): Handbuch der Techniken des Industrial Engineering. 4., erweiterte und überarbeitete Auflage 1984, ISBN 3-478-41174-2, S. 11–86.
- mit Fritz Reutter und Jürgen Dietel: Formelsammlung zur Numerischen Mathematik mit Standard-FORTRAN 77-Programmen.  6., völlig neu bearbeitete und erweiterte Auflage. Bibliographisches Institut, Mannheim 1988, ISBN 3-411-03185-9.
- mit Fritz Reutter: Formelsammlung zur Numerischen Mathematik mit C-Programmen. 2., vollständig überarbeitete und erweiterte Auflage. BI-Wissenschaftsverlag, Mannheim / Wien / Zürich 1990, ISBN 3-411-14272-3.
- mit Fritz Reutter und Albert Becker: Formelsammlung zur Numerischen Mathematik mit Turbo Pascal-Programmen. 3., völlig neu bearbeitete und erweiterte Auflage. BI-Wissenschaftsverlag, Mannheim / Wien / Zürich 1991, ISBN 3-411-03156-5.
- mit Frank Uhlig: Numerical Algorithms with Fortran. Berlin 1996, ISBN 3-642-80045-9.
- mit Frank Uhlig: Numerical Algorithms with C. CD-Rom with Programs in C, Springer, Berlin / Heidelberg 1996, ISBN 3-642-64682-4.
- als Hrsg.: Wolfgang Schäfer, Gisela Trippler: Kompaktkurs Ingenieurmathematik mit Wahrscheinlichkeitsrechnung und Statistik. Fachbuchverlag Leipzig im Carl Hanser Verlag München / Wien, 2004, ISBN 3-446-22864-0.
- mit Klaus Niederdrenk und Reinhard Wodicka: Numerik-Algorithmen. Verfahren, Beispiele, Anwendungen.  10., überarbeitete und erweiterte Auflage. Springer-Verlag, 2011, ISBN 978-3-540-62669-5.